# ليلى بنت الريف (فلم)
ليلى بنت الريف، فيلم سينمائي درامي موسيقي مصري أبيض وأسود. إنتاج عام 1941 - تمثيل: أنور وجدي، ليلى مراد، يوسف وهبي، بشارة واكيم، فردوس محمد، زوزو شكيب -إخراج: توجو مزراحي -إنتاج: جمال الليثي والفيلم له معنى كبير في الحياة اليومية وكم اخذا الفيلم عدة جوائز سينمائية ويعتبر من أفضل أعمال يوسف وهبي الذي مثل فيه والتي يميز الفيلم بين الحياة الريفية والحياة في المدينة.

## ملخص الفيلم
في الريف المصري توجد فتاة اسمها ليلى تسكن مع عائلة كبيرة ولها ولد اسمه فتحي وطبيب ولكنه لم يمارس الطب رغم أنه درس في بريطانيا لإنه كان مشغولاً باللهو ومهتم بزينة الحياة فتحاول الجدة أن يتزوّج ليلى لكنه يرفض ذلك ولكن أمه تعده إن لم يتزوج ليلى فلن يرث مطلقا ونسي أصله أنه ولد الريف ودرس المرحلة الأولى في الريف وعندما يأخذ ليلى إلى المدينة وهي طبعا تبقى محتفظة بالتقاليد الريفية مما يؤدي إلى سخرية جميع أصدقاء فتحي من زوجته وفتحي دائما منشغلا في اللهو ويتزوج فتحي بامرأة أخرى بدون أن تعلم ليلى ذلك وصديق فتحي يريد أن يتزوّج ليلى مستغلا سذاجتها وتمرّ الأيام إلى أن تأتي صديقة ليلى وهي من المدن والملاهي فتنجح في تغيير ليلى لفتاة عصرية أخرى مما يؤدي بفتحي بالإعجاب بها وكمال يعجب بها أكثر وتصبح ليلى كثيرة الخروج مع صديقتها إلى السينما والمسابقات وتقيم حفلات في المنزل ولا تعطي اهتمام لفتحي لكنها لم تخنه وجعلته طبيبا مشهورا جدا ويدرك فتحي أن زوجته عظيمة وأنها ليس ككل البنات
لكن صديق فتحي كمال يحاول أن يثبت لفتحي بأن زوجته خائنة ويمسك ليلى رغما عنها ويشاهدهما فتحي ويصدق بأنها خائنة و لكن ليلى لم تكن خائنة وترجع إلى الريف بعد أن طلقها وتقرر الجدة أن تزوج ليلى بولد من الريف وهو إبراهيم ولكنها لم تنسَ حب فتحي ويتذكر فتحي كلام ليلى ويبدأ بالعمل كجراح وعندما دخل إلى المستشفى كي يعالج أحد الأشخاص وحينها يرى كمال هو المريض وبعد أن يعمل له العملية الجراحية وينجح في ذلك فيقول له كمال الحقيقة
بأن ليلى ليست خائنة ويذهب إلى الريف ويقطع زواج محبوبته ليلى ويحملها بين ذراعيه وبعدها أدرك أنها بنت أصل ومحترمة وليست كبنات المدن وعاد بها إلى المدينة وأدرك قيمة الإنسانة التي تزوجها أدرك أن لا فرق بين عربي وأعجمي وأدرك أن أصله ريفي وعاد إلى القاهرة برفقة ليلي.

## فريق العمل
الأخراج توجو مزراحي
مساعد المخرج الأول أحمد كامل مرسي
تاريخ الإصدار 1 فبرير سنة1941
التاليف بديع خيري

## أبطال الفيلم
- ليلى مراد بدور بنت الريف ليلي
- يوسف وهبي بدور الطبيب فتحي
- زوزو شكيب بدور صديقة الطفولة لليلي
- بشارة واكيم بدور صديق العمل للطبيب فتحي
- أنور وجدي بدور كمال صديق فتحي الطبيب
- سلوى علام بدور ابنة عم ليلي
- عبد السلام النابلسي بدور صديق المدن لفتحي .

## أغاني الفيلم
اشترك في تأليف أغاني الفيلم كلٌ من بديع خيري، ومحمد حسن إسماعيل، واشترك في تلحينها كلٌ من زكريا أحمد، ورياض السنباطي.

## روابط خارجية
- ليلى بنت الريف على موقع الدهليز
- ليلى بنت الريف على موقع قاعدة بيانات الأفلام العربية